# 德国首都

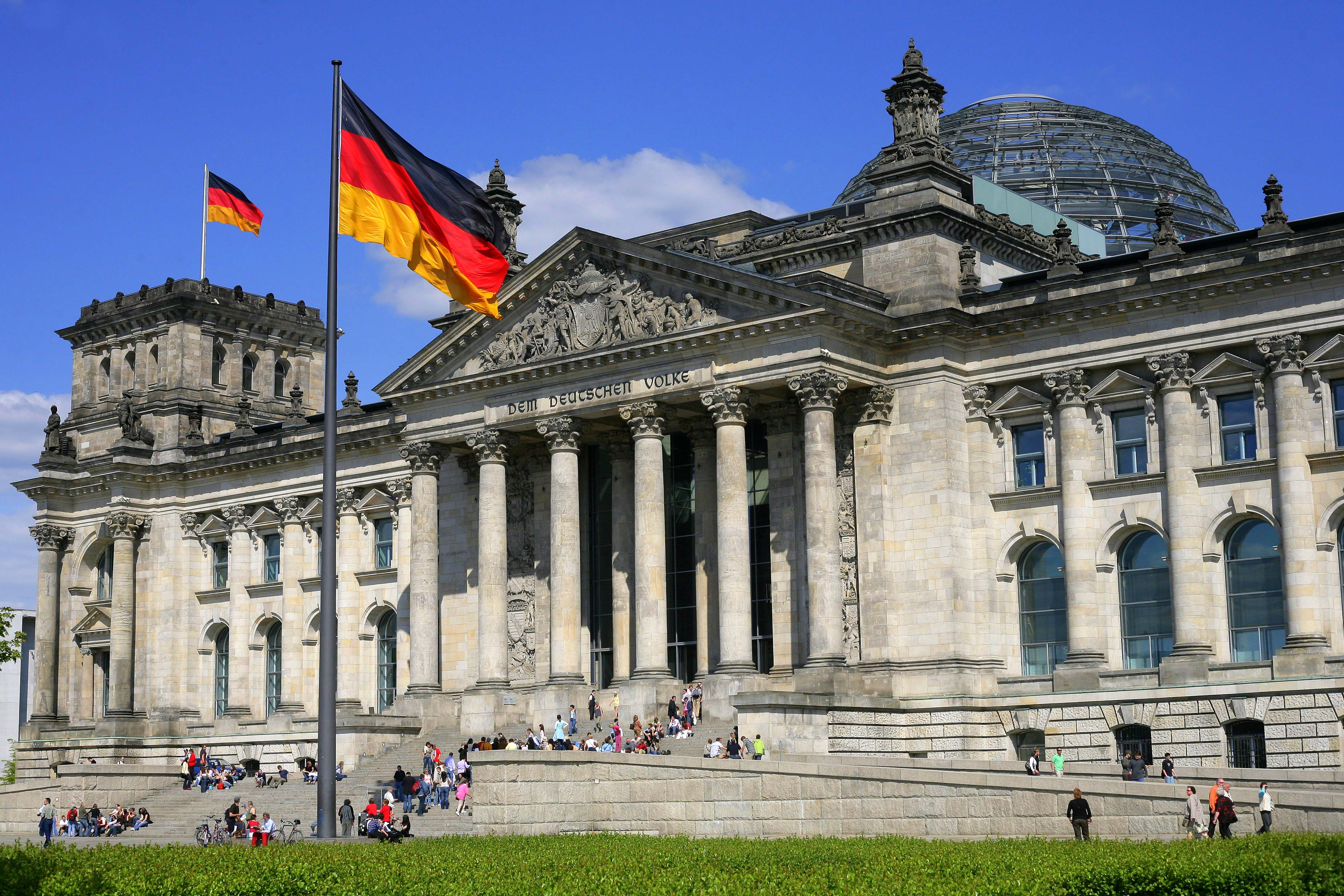
德國國會大廈位于柏林，是德国联邦议院所在地

德国首都位于柏林城市州，是德国的联邦首府及最大城市。 柏林是德國聯邦總統办公所在地，其官邸位于貝爾維尤宮；联邦州代表组成联邦参议院，位址于普魯士貴族院；联邦议员作为全体人民代表组成联邦议院，议会位于帝国国会大厦议事堂；并且从联邦议院产生内阁，总部设在总理府。大多数联邦部门位于柏林，不过一些次要部门设在前西德首都波恩，联邦政府机构雇用的18,000名雇员中，有8,000人在距离柏林600（370英里）的波恩工作。

## 历史

### 1871年以前
中世纪时期，德意志民族建立的法兰克王国和神圣罗马帝国并不是统一的民族國家，也没有正式的中央首都。查理曼统治时期，曾将亚琛作为首要的行政所在地；直至1531年为止，共有31位神圣罗马皇帝在这里加冕为德意志国王，加冕礼后来移师到法兰克福举行。然而，查理曼以后的神圣罗马皇帝并没有移居到亚琛或法兰克福，而是以他们原来的王国或公国作为根据地，或是走访神圣罗马帝国各地并短暂迁入皇帝行宫行使权力。最后一个统治神圣罗马帝国的哈布斯堡家族，将維也納作为永久的政府所在地，帝国议会设在雷根斯堡。
1806年至1813年期间，法国皇帝拿破仑一世与16个神圣罗马帝国邦国签订《萊茵邦聯條約》，迫使神圣罗马帝国解体，脱离神圣罗马帝国的德意志邦国组成萊茵邦聯，邦联没有指定任何的官方首都。 然而，它事实上的首都位于法兰克福。
1815年维也纳会议正式创建德意志邦聯，是由39个德意志邦国组成的邦联，并不是一个统一的国家。《邦联宪法》没有规定邦联首都，但是宪法第九条规定邦联议会在法蘭克福自由市召开，代表的不是德意志领土的人民而是其领主，因此构成事实上的首都。 随后，1848年短暂的德意志革命期间，法蘭克福國民議會通过《保罗教堂宪法》，法兰克福成为德意志國的官方首都。
1866年8月18日普魯士王國主导签署《北德意志邦联条约》，准备建立北德意志邦联，并未指定未来邦联的首都。 随后于1967年6月24日颁布的《北德意志邦聯憲法》，并于1867年7月1日至1870年12月31日作为一个“国家”的形式运作，同样没有指定邦联首都。 但是，邦联宪法第二条规定：“联邦法律以邦联的名义颁布而获得约束力，并以《联邦法律公报》（Bundesgesetzblattes）方式进行颁布；除非颁布的法律规定不同的生效日期，否则该法律将在柏林颁布《联邦法律公报》的第十四天生效。” 因此，间接承认柏林是邦联的立法首都，实际上柏林也是北德意志邦联的临时首都。

### 1871年至1945年
直到1871年普鲁士王国主导实现德意志统一，1月18日德意志帝国宣告成立，4月16日批准《德意志帝国宪法》，5月4日宪法生效，才首次指定正式首都。由于新成立帝国的主要构成国家普鲁士的首都位于柏林，因此它也顺理成章成为德国首都。帝国宪法第二条规定“帝国法律以帝国的名义颁布而获得约束力，并以《帝国法律公报》进行颁布；除非颁布的法律规定不同的生效日期，否则该法律将在柏林颁布《帝国法律公报》的第十四天生效。”自1518年开始，柏林一直都是普鲁士及其前身勃兰登堡侯国的首都。
1918年发生德国革命并建立共和制，帝国议会于1919年颁布《德意志国宪法》，并未明文规定正式的首都；然而，宪法第七十一条规定“联邦法律如无特别规定者，自《帝国法律公报》在帝国首都公布之日起的第十四日生效”，尽管没有明确说明，但是“帝国首都”是指柏林。第一次世界大战结束后的几个月，由于内战肆虐柏林，帝国议会是在魏玛召开并签署宪法，故以当时政府和议会所在地称为“魏玛共和国”，但不是正式国名；同样，西德（第二共和国）也被称为“波恩共和国”、1990年两德统一后被称为“柏林共和国”。
1933年纳粹党掌权，希特勒宣誓成为德国总理，首都位于柏林。直到1945年为止，柏林一直是帝国首都；1945年柏林沦陷后，临时政府曾转移到其他城市。1945年4月30日希特勒自杀后，希特勒内阁成员逃离到普伦附近施塔德泰德（Stadtheide）的德军军营；一天以后，被希特勒委任为帝國总理的原纳粹宣传部长戈培尔自杀，继任内阁解散。同时，纳粹德国海军元帅卡尔·邓尼茨被希特勒委任为继承者，5月1日邓尼茨就任聯邦大總統，5月2日在其指挥部弗伦斯堡成立临时政府，直到盟军占领该地区并俘虏政府成员。第二次世界大战结束后，德国被盟军占领，柏林也不再是德国作为主权国家的首都。

### 1945年至1990年

1990年10月3日前德国分裂状况地图：
西德
东德
柏林

1945年纳粹德国投降后，四强同盟国成立最高权力机关盟国管制理事会，由美英法苏驻德国占领区的军事长官组成，总部位于柏林上诉法院大楼。1945年8月1日签署《波茨坦协定》，将战后德国划为美英法苏控制的四个不同占领区，柏林同样被同盟国分为四个占领区，每个国家对各自占领区的事务行使主权，同时通过管制理事会联合行使“整个德国”的权力。1947年12月，苏联与美英法对德国问题产生分歧，并于1948年抗议美英法比荷卢召开伦敦六国会议而选择退出，盟国管制理事会解散。
美英法决定在占领区建立德国联邦政府，让德国能够重返国际社会，成立盟国高级委员会监督联邦德国，总部位于波恩附近的彼得斯堡酒店。1949年德国分裂成为西德和東德，柏林也被分为西柏林和东柏林。较后于1952年美英法德签署《波恩专约》，并于1955年生效，结束同盟国军事占领并恢复德国（西德）主权。
1949年5月8日，议会委员会在柯尼希博物館召开会议通过《德意志聯邦共和國基本法》（西德宪法），并于5月23日正式生效。西方盟国占领区（排除西柏林）成立德意志联邦共和国（西德），首都设在波恩。1948年10月11日，西德各邦内政部长在杜塞尔多夫举行的制宪预备会议辩论，结论是波恩作为联邦首都更优于法兰克福； 法兰克福虽然拥有优越的地理位置、交通网络和历史意义，但是普遍认为东西德统一后，国家首都应该位于柏林，一旦将首都设在法兰克福，可能会令人们接受德国已经永久分裂、并削弱对德国统一的意愿。波恩被选为西德首都，是作为一个过渡性质的临时首都，避免将来迁都时会引起更大的争议。 除此之外，另外一个原因是波恩靠近科隆，而科隆是首任德国总理康拉德·阿登纳的故乡。
1948年苏联与西方盟国关系恶化，苏联封锁柏林通往西方阵营的公路、铁路和运河，企图控制整个城市。1949年10月7日，苏联占领区成立德意志民主共和国（东德），首都位于东柏林。1961年8月13日至1990年6月13日，东德开始修建柏林围墙。
东德宣称柏林全境为其首都，事实上的首都位于东柏林，然而西方盟国并未承认东德首都的地位，仅承认东柏林是苏联拥有管制权的柏林地区，因为根据《波茨坦协定》条款，柏林整体上仍是同盟国占据的合法占领区。直至1990年9月12日，四国在莫斯科签署《最终解决德国问题条约》（2+4条约），结束柏林持续长达41年的占领，恢复柏林主权并为两德统一做出准备；并于1991年3月15日《2+4条约》生效，正式结束同盟国管制。

### 1990年至今
1990年随着两德统一，柏林也重新合并成为德国首都。然而，关于中央政府所在地是否应迁往柏林，曾经有过一些争论。许多人认为，政府所在地仍应设在波恩，这种情况类似于荷兰的情况，荷兰首都是阿姆斯特丹，但政府所在地位于海牙。
1990年8月31日，两德政府签署《统一条约》，同意东德领土并入联邦德国、首都位于柏林，并将在日后决定议会和政府所在地问题。 1991年2月，德國聯邦總統魏茨澤克给联邦议会小组和党派领袖的备忘录中，表态支持柏林作为联邦政府和议会所在地，引起联邦议员的争议，联邦议长决定于2月27日做出辩论； 4月23日，制宪机构代表与联邦议会党派领袖开会，商议于6月20日做出决定。
1991年6月20日，联邦法院发出《德国首都决议》，裁决联邦政府总部从波恩迁到柏林。然而，直至1999年后仍有六个联邦部门留在波恩，并在柏林设立第二个办公室。
2006年，德国议会通过《基本法修正案》和《联邦制改革法案》，将首都纳入《德意志聯邦共和國基本法》第二十二条规定：“柏林是德意志联邦共和国的首都。”

## 列表

### 国家首都
| 国家                                                      | 首都                                  | 开始                       | 结束           | 历时                    |
| --------------------------------------------------------- | ------------------------------------- | -------------------------- | -------------- | ----------------------- |
| 罗马帝国 → 神圣罗马帝国 → 德意志神圣罗马帝国 （第一帝国） | 多中心                                | 800年12月25日或962年2月2日 | 1806年8月6日   | 844年185天—1,005年224天 |
| 莱茵邦联                                                  | 法兰克福                              | 1806年7月25日              | 1813年10月19日 | 7年86天                 |
| 中央临时行政部                                            | 法兰克福 盟军总部                     | 1813年10月21日             | 1814年6月15日  | 237天                   |
| 德意志邦联                                                | 法蘭克福自由市 邦联会议所在地         | 1815年6月8日               | 1866年8月24日  | 51年77天                |
| 德意志国                                                  | 法蘭克福自由市 法蘭克福國民議會所在地 | 1848年7月12日              | 1849年12月20日 | 1年161天                |
| 北德意志邦联                                              | 柏林                                  | 1867年7月1日               | 1871年1月1日   | 3年184天                |
| 德意志帝国（第二帝国）正式名称为德意志国                  | 柏林                                  | 1871年1月1日               | 1918年11月9日  | 47年312天               |
| 魏玛共和国（第一共和国）正式名称为德意志国                | 柏林                                  | 1918年11月10日             | 1933年3月23日  | 14年133天               |
| 纳粹德国（第三帝国）正式名称为德意志国 → 大德意志国       | 柏林                                  | 1933年1月30日              | 1945年6月5日   | 12年126天               |
| 纳粹德国（第三帝国）正式名称为德意志国 → 大德意志国       | 普伦 临时政府所在地                   | 1945年5月1日               | 1945年5月2日   | 1天                     |
| 纳粹德国（第三帝国）正式名称为德意志国 → 大德意志国       | 弗伦斯堡 临时政府所在地               | 1945年5月2日               | 1945年5月23日  | 21天                    |
| 盟军占领德国                                              | 舍讷贝格 同盟国总部                   | 1945年6月5日               | 1948年3月20日  | 2年289天                |
| 盟军占领德国                                              | 彼得斯堡 同盟国总部                   | 1949年9月21日              | 1955年5月5日   | 5年226天                |
| 德意志联邦共和国（西德）                                  | 波恩                                  | 1949年5月23日              | 1990年10月3日  | 41年133天               |
| 德意志民主共和国（东德）                                  | 柏林 名义上                           | 1949年10月7日              | 1990年10月3日  | 40年361天               |
| 德意志民主共和国（东德）                                  | 东柏林 事实上                         | 1949年10月7日              | 1990年10月3日  | 40年361天               |
| 德意志联邦共和国                                          | 波恩 政府所在地                       | 1990年10月3日              | 1999年9月1日   | 8年333天                |
| 德意志联邦共和国                                          | 柏林                                  | 1990年10月3日              | —              | 34年225天               |

### 1815年后德意志各邦首府
- 阿尔滕堡：直至1918年萨克森-阿尔滕堡公国；直至1920年萨克森-阿尔滕堡自由邦
- 阿罗尔森：直至1918年瓦爾代克侯国；直至1929年瓦爾代克自由邦
- 柏林：直至1918年普魯士王國；直至1933年普魯士自由邦；直至1947年普鲁士州；从那时开始柏林州
- 萨勒河畔贝恩堡：直至1863年安哈尔特-贝恩堡公国
- 不伦瑞克：直至1918年不伦瑞克公国；直至1933年不伦瑞克自由邦；直至1946年不伦瑞克州
- 不来梅：不莱梅汉萨自由市
- 比克堡：直至1918年紹姆堡-利珀侯国；直至1933年紹姆堡-利珀自由邦；直至1946年紹姆堡-利珀州
- 科堡：直至1826年萨克森-科堡-萨尔费尔德公国；1918年至1920年科堡自由邦
- 达姆施塔特：直至1918年黑森大公国；直至1933年黑森人民邦；直至1945年黑森州
- 德绍：直至1863年安哈尔特-德绍公国；直至1918年安哈尔特公国；直至1933年安哈爾特自由邦；直至1945年安哈尔特州
- 代特莫尔德：直至1918年利珀侯国；直至1933年利珀自由邦；直至1947年利珀州
- 德累斯顿：直至1918年萨克森王国；直至1933年萨克森自由邦；直至1952年萨克森州；从1990年开始萨克森自由州
- 杜塞尔多夫：从1946开始北莱茵-威斯特法伦州
- 埃伯斯多夫：直至1846年罗伊斯-埃伯斯多夫侯国
- 埃尔福特：1948年至1952年图林根州（德语：Land Thüringen (1920–1952)）；从1991年开始图林根自由州
- 美因河畔法兰克福：直至1866年法蘭克福自由市
- 布赖斯高地区弗赖堡：1946年至1952年巴登州
- 格拉：直至1918年羅伊斯幼系侯国；1919年羅伊斯幼系自由邦；直至1920年罗伊斯人民邦
- 哥達：直至1918年萨克森-科堡和哥达公国；直至1920年哥达自由邦
- 格赖茨：直至1918年羅伊斯長系侯国；直至1919年羅伊斯長系自由邦
- 哈雷：1947年至1952年萨克森-安哈尔特州
- 汉堡：汉堡汉萨自由市
- 汉诺威：直至1866年汉诺威王国；1945年至1946年汉诺威州；从那时开始下萨克森州
- 黑兴根：直至1849年霍亨索倫-黑興根侯国
- 希尔德布格豪森：直至1826年萨克森-希尔德布格豪森公国
- 洪堡：直至1866年黑森-洪堡领地
- 卡尔斯鲁厄：直至1918年巴登大公國；直至1933年巴登共和国；直至1945年巴登州
- 卡塞尔：直至1866年黑森选侯国
- 基尔：直至1866年荷尔斯泰因公国；从1949年开始石勒苏益格-荷尔斯泰因州
- 克滕：直至1863年安哈尔特-克滕公国
- 洛本施泰因：直至1824年羅伊斯-洛本施泰因侯国
- 吕贝克：直至1937年吕贝克汉萨自由市
- 卢森堡：卢森堡大公国（1866年以前是德意志邦联成员）
- 马斯特里赫特：1839年至1866年林堡公国（德意志邦联成员）
- 马格德堡：从1990年开始萨克森-安哈尔特州
- 美因茨：从1946年开始莱茵兰-普法尔茨州
- 迈宁根：直至1918年萨克森-迈宁根公国；直至1920年萨克森-迈宁根自由邦（德语：Freistaat Sachsen-Meiningen）
- 慕尼黑：直至1918年巴伐利亞王國；直至1933年巴伐利亚自由邦；直至1945年巴伐利亚州；从那时开始巴伐利亚自由州
- 新施特雷利茨：直至1918年梅克伦堡-施特雷利茨大公国；直至1933年梅克伦堡-施特雷利茨自由邦；直至1934年梅克伦堡-施特雷利茨州
- 奥尔登堡：直至1918年奥尔登堡大公国（德语：Oldenburg (Land)）；直至1933年奥尔登堡自由邦；直至1945年奥尔登堡州；直至1946年奥尔登堡自由州
- 波茨坦：1947年至1952年以及从1990年开始勃兰登堡州
- 拉策堡：直至1865年薩克森-勞恩堡公国
- 鲁多尔施塔特：直至1918年施瓦茨堡-魯多爾施塔特侯国；直至1920年施瓦茨堡-魯多爾施塔特自由邦
- 萨尔布吕肯：1920年至1935年萨尔盆地地区（國際聯盟管辖）；直至1947年萨尔州（作为德意志帝国成员）；直至1957年薩爾保護領（法国管制）；从那时开始薩爾州（作为德意志联邦共和国成员）[14]
- 施莱茨：直至1848年罗伊斯-施莱茨侯国
- 什未林：直至1918年梅克倫堡-什未林大公國；直至1933年梅克倫堡-什未林自由邦；直至1934年梅克倫堡-什未林州；直至1945年梅克伦堡州；直至1947年梅克伦堡-前波莫瑞州；直至1952年梅克伦堡州；从1990年开始梅克伦堡-前波莫瑞州
- 锡格马林根：直至1819年霍亨索伦-锡格马林根侯国
- 松德斯豪森：直至1918年施瓦茨堡-松德斯豪森侯国；直至1920年施瓦茨堡-松德斯豪森自由邦
- 斯特拉斯堡：1871年至1918年 阿爾薩斯-洛林帝國領地
- 斯图加特：直至1918年符騰堡王國；直至1933年符腾堡人民邦；直至1945年符腾堡州；直至1952年符腾堡-巴登州；从那时开始巴登-符腾堡州
- 蒂宾根：1947年至1952年符騰堡-霍亨索倫州
- 瓦都茲：列支敦斯登侯国（1866年以前是德意志邦联成员）
- 威爾堡（1806年至1866年）、威斯巴登（直至1816年）：拿騷公國（作为德意志邦联成员）
- 魏玛：直至1918年萨克森-魏玛-爱森纳赫大公国；直至1920年萨克森-魏玛-爱森纳赫自由邦；直至1948年图林根州（德语：Land Thüringen (1920–1952)）
- 維也納：直至1918年奧地利帝國（1866年以前是德意志邦联成员，拥有波西米亚、伊利里亚〔仅戈里齐亚和格拉迪斯卡、克恩顿、卡尼奥拉、的里雅斯特〕、摩拉维亚、恩斯河上游的奥地利、恩斯河下游的奥地利、萨尔兹堡、西里西亚、施蒂利亚、蒂罗尔和富拉尔贝格）
- 威斯巴登：直至1866年拿騷公國；从1945年开始黑森州

### 联邦州首府
现今的德国是一个联邦共和国，即实施联邦制的共和国，全部共有16个联邦州，其中3个是城市州，每个联邦州都有独立的首府。1990年10月3日，两德统一后的德意志联邦共和国共有16个州，包括原先西德的10个州，即旧联邦州；东德14区加入联邦德国改制的5个州，即新联邦州；以及东、西柏林合并为柏林州。
| 联邦州（邦）                                       | 州首府                    | 始于   |
| -------------------------------------------------- | ------------------------- | ------ |
| 巴登-符腾堡州（Land Baden-Württemberg）            | 斯图加特（Stuttgart）     | 1952年 |
| 巴伐利亚自由州（Freistoot Bayern）                 | 慕尼黑（München）         | 1949年 |
| 勃兰登堡州（Land Brandenburg）                     | 波茨坦（Potsdam）         | 1990年 |
| 黑森州（Land Hessen）                              | 威斯巴登（Wiesbaden）     | 1949年 |
| 梅克伦堡-前波莫瑞州（Land Mecklenburg-Vorpommern） | 什未林（Schwerin）        | 1990年 |
| 下萨克森州（Land Niedersachsen）                   | 汉诺威（Hannover）        | 1949年 |
| 北莱茵-威斯特法伦州（Land Nordrhein-Westfalen）    | 杜塞尔多夫（Düsseldorf）  | 1949年 |
| 莱茵兰-普法尔茨州（Land Rheinland-Pfoiz）          | 美因茨（Mainz）           | 1949年 |
| 萨尔州（Saarland）                                 | 萨尔布吕肯（Saarbrücken） | 1957年 |
| 萨克森自由州（Freistoot Saxn）                     | 德累斯顿（Dresden）       | 1990年 |
| 萨克森-安哈尔特州（Land Sachsen-Anhalt）           | 马格德堡（Magdeburg）     | 1990年 |
| 石勒苏益格-荷尔斯泰因州（Land Schleswig-Holstein） | 基尔（Kiel）              | 1949年 |
| 图林根自由州（Freistoot Thüringen）                | 埃尔福特（Erfurt）        | 1990年 |

| 城市州（城邦）                                | 州首府           | 始于   |
| --------------------------------------------- | ---------------- | ------ |
| 柏林州（Land Berlin）                         | –                | 1990年 |
| 不萊梅汉萨自由市（Freie Hansestadt Bremen）   | 不来梅（Bremen） | 1949年 |
| 汉堡汉萨自由市（Freie und Hansestod Hamburg） | –                | 1949年 |

## 注解
1. ↑  有些历史学家将神圣罗马帝国的开始定为800年，当时法兰克国王查理曼大帝加冕[12]，另一些历史学家则将这个历史开端视为962年奥托大帝的加冕典礼。[13]
2. ↑  1949年德意志联邦共和国（西德）成立时，巴登州（Land Baden）、符腾堡-巴登州（Land Württemberg-Baden）和符腾堡-霍恩佐伦州（Land Württemberg-Hohenzollern）都是组成西德的联邦州，它们于1952年合并成为巴登-符腾堡州（Land Baden-Württemberg）。
3. 1 2 3 4 5  1949年德意志民主共和国（东德）成立时，被划分为5个州（德语：Land (DDR)），即：勃兰登堡州（Land Brandenburg）、梅克伦堡州（Land Mecklenburg）、萨克森州（英语：State of Saxony (1945–1952)）（Land Sachsen）、萨克森-安哈尔特州（Land Sachsen-Anhalt）和图林根州（英语：State of Thuringia (1920–1952)）（Land Thüringen），1952年废除原来的州制，并改为14区（德语：Bezirk (DDR)）（Bezirke）；1990年东德人民议会通过《州建立法（德语：Ländereinführungsgesetz）》，将行政区划合并为5个州，为随后的两德统一作准备。
4. ↑  最初是成立于1920年的萨尔盆地地区；1935年并入纳粹德国；1947年成为法国托管的萨尔保护领；1957年并入德意志联邦共和国。
5. ↑  1949年起西柏林在很大程度被视为是西德的一部份，但柏林州是在1990年两德统一后才正式成为联邦州。
6. ↑  不来梅州与柏林州、汉堡州两个单一城市的城市州不同，是由不来梅和不来梅哈芬两座城市组成，所以有指定的首府城市。